# I Still...
Singles de Backstreet Boys
Just Want You to Know
(2005) Inconsolable
(2007)
Clip vidéo
[vidéo] « I Still... », sur YouTube
I Still... est une chanson du boys band américain Backstreet Boys extraite de leur cinquième album studio, intitulé Never Gone et sorti (aux États-Unis) le 14 juin 2005.
La chanson a été publiée en single en Europe, en Australie et en Japon. Dans ces pays, c'était le troisième et dernier single tiré de cet album.
La chanson a atteint la 15e place en Australie et Belgique néerlandophone, la 35e place en Suède, la 45e place en Suède, la 47e place en Autriche, la 47e place en Suisse, la 78e place aux Pays-Bas.